# Południowoazerbejdżańska Wikipedia
Południowoazerbejdżańska Wikipedia – wersja językowa Wikipedii założona w 2015 roku. Jedna z Wikipedii tureckojęzycznych.